# Молодіжна збірна Угорщини з футболу
Молодіжна збірна Угорщини з футболу (угор. Magyar U21-es labdarúgó-válogatott) — національна футбольна збірна Угорщини гравців віком до 21 року (U-21), яка підпорядкована Угорській футбольній федерації.

## Збірна до 23 років (1972 - 1976)
Молодіжна збірна Португалії у віці 23 років (виступали 1972 — 1976), грала в другій групі чемпіонату 1972 року, сьомій групі чемпіонату 1974 року (здобули перемогу в турнірі) та другій групі чемпіонату 1976 року (посіли друге місце, срібні нагороди).
Фінал 1974
Матчі пройшли 15 та 28 травня 1974.
| Команда 1 | Рахунок | Команда 2 | 1 матч    | 2 матч    |
| --------- | ------- | --------- | --------- | --------- |
| НДР       | 3:6     | Угорщина  | 3:2 (1:2) | 0:4 (0:1) |

Фінал 1976
Матчі пройшли 19 та 23 червня 1976.
| Команда 1 | Рахунок | Команда 2 | 1 матч    | 2 матч    |
| --------- | ------- | --------- | --------- | --------- |
| Угорщина  | 2:3     | СРСР      | 1:1 (1:0) | 1:2 (0:2) |

## Виступи начемпіонатах Європи U-21
| Рік  | Підсумок                        |
| ---- | ------------------------------- |
| 1978 | Чвертьфінал                     |
| 1980 | Чвертьфінал                     |
| 1982 | Не пройшла кваліфікацію         |
| 1984 | Не пройшла кваліфікацію         |
| 1986 | Півфінал                        |
| 1988 | Не пройшла кваліфікацію         |
| 1990 | Не пройшла кваліфікацію         |
| 1992 | Не пройшла кваліфікацію         |
| 1994 | Не пройшла кваліфікацію         |
| 1996 | Чвертьфінал                     |
| 1998 | Не пройшла кваліфікацію         |
| 2000 | Не пройшла кваліфікацію         |
| 2002 | Не пройшла кваліфікацію         |
| 2004 | Не пройшла кваліфікацію         |
| 2006 | Не пройшла кваліфікацію плей-оф |
| 2007 | Не пройшла кваліфікацію         |
| 2009 | Не пройшла кваліфікацію         |
| 2011 | Не пройшла кваліфікацію         |
| 2013 | Не пройшла кваліфікацію         |
| 2015 | Не пройшла кваліфікацію         |
| 2017 | Не пройшла кваліфікацію         |
| 2019 | Не пройшла кваліфікацію         |
| 2021 | Груповий етап                   |
| 2023 | Не пройшла кваліфікацію         |
| 2025 | Не пройшла кваліфікацію         |